# Championnat du Paraguay d'échecs
Le championnat du Paraguay d'échecs est la compétition d'échecs organisée par la fédération du Paraguay. 
Il a été créé à l'initiative du Cercle d'échecs paraguayen, qui était lui-même le premier club d'échecs paraguayen exclusivement consacré au échecs. Le championnat a été fondé en 1938 en tant que premier club du Paraguay exclusivement dédié au  jeu d'échecs. Le cercle d'échecs paraguayen a continué à diriger l'événement au moins jusqu'en 1970 car le Paraguay n'avait pas encore de fédération nationale d'échecs, bien qu'il soit affilié à la FIDE et qu'il ait participé à des olympiades d'échecs à intervalles irréguliers à partir de 1939.

## Vainqueurs
| Année | Vainqueur                 | Femmes                   |
| ----- | ------------------------- | ------------------------ |
| 1938  | Juan Silvano Diaz Perez   |                          |
| 1939  | Juan Silvano Diaz Perez   |                          |
| 1940  | Ernesto Espinola          |                          |
| 1941  | Ernesto Espinola          |                          |
| 1942  | Juan Silvano Diaz Perez   |                          |
| 1943  | Ernesto Stadecker         |                          |
| 1944  | Ernesto Stadecker         |                          |
| 1945  | Ernesto Stadecker         |                          |
| 1946  | Luis Oscar Boettner       |                          |
| 1947  | Luis Oscar Boettner       |                          |
| 1948  | Carlos Almeida            |                          |
| 1949  | Carlos Almeida            |                          |
| 1950  | Carlos Almeida            |                          |
| 1951  | Carlos Almeida            |                          |
| 1952  | Faustino Paniagua         |                          |
| 1953  | Eduardo Salomon           |                          |
| 1954  | Ronald Cantero            |                          |
| 1955  | Ronald Cantero            |                          |
| 1956  | Ronald Cantero            |                          |
| 1957  | Ronald Cantero            |                          |
| 1958  | Ronald Cantero            |                          |
| 1959  | Benigno Rivarola          |                          |
| 1960  | Eleuterio Recalde         |                          |
| 1961  | Ronald Cantero            |                          |
| 1962  | Ronald Cantero            |                          |
| 1963  | Victorio Riego Prieto     |                          |
| 1964  | Raul Silva                |                          |
| 1965  | Ronald Cantero            |                          |
| 1966  | Omar Villagra             |                          |
| 1967  | Emiliano Saguier          |                          |
| 1968  | Emiliano Saguier          |                          |
| 1969  | Emiliano Saguier          |                          |
| 1970  | Julio César Ingolotti     |                          |
| 1971  | Ruben Carlos Gamarra      |                          |
| 1972  | Victorio Riego Prieto     |                          |
| 1973  | Oscar Ferreira            |                          |
| 1974  | Oscar Ferreira            |                          |
| 1975  | Carlos Gamarra Cáceres    |                          |
| 1976  | Zenon Franco              |                          |
| 1977  | Victorio Riego Prieto     |                          |
| 1978  | Oscar Ferreira            |                          |
| 1979  | Ruben Carlos Gamarra      |                          |
| 1980  | Oscar Ferreira            |                          |
| 1981  | Cristobal Valiente        |                          |
| 1982  | Cristobal Valiente        |                          |
| 1983  | Luis Carlos Patriarca     |                          |
| 1984  | Francisco Santacruz       |                          |
| 1985  | Cristobal Valiente        |                          |
| 1986  | Francisco Santacruz       |                          |
| 1987  | Francisco Santacruz       |                          |
| 1988  | Francisco Santacruz       |                          |
| 1989  | Cristobal Valiente        |                          |
| 1990  | Francisco Santacruz       |                          |
| 1991  | Cristobal Valiente        |                          |
| 1992  | Cristobal Valiente        |                          |
| 1993  | Carlos Gamarra Caceres    |                          |
| 1994  | Cesar Santacruz           |                          |
| 1995  | Eduardo Peralta           |                          |
| 1996  | Ricardo Kropff            |                          |
| 1997  | Cristobal Valiente        |                          |
| 1998  | Luis Carlos Patriarca     |                          |
| 1999  | Eduardo Peralta           |                          |
| 2000  | Eduardo Peralta           |                          |
| 2001  | Jose Cubas                |                          |
| 2002  | Enrique Butti             |                          |
| 2003  | Luis Carlos Patriarca     |                          |
| 2004  | Axel Bachmann             |                          |
| 2005  | Luis Carlos Patriarca     |                          |
| 2006  | Luis Carlos Patriarca     |                          |
| 2007  | Luis Carlos Patriarca     |                          |
| 2008  | Luis Carlos Patriarca     |                          |
| 2009  | Rodrigo del Puerto        |                          |
| 2010  | Guillermo Vázquez         |                          |
| 2011  | Guillermo Vázquez         |                          |
| 2012  | Manuel Latorre[1]         | Gabriela Vargas Talavera |
| 2013  | Axel Bachmann[2]          | Gabriela Vargas Talavera |
| 2014  | Neuris Delgado Ramírez[3] | Gabriela Vargas Talavera |
| 2015  | Neuris Delgado Ramírez[4] | Gabriela Vargas Talavera |
| 2016  | Axel Bachmann             | Gabriela Vargas Talavera |
| 2017  | Axel Bachmann             | Jennifer Perez Rodriguez |
| 2018  | Neuris Delgado Ramírez    | Jennifer Perez Rodriguez |
| 2019  | Neuris Delgado Ramírez    | Gabriela Vargas Talavera |
| 2021  | Ruben Zacarias Martinez   | Gabriela Vargas Talavera |
| 2022  | Arturo Caceres Benitez    | Gabriela Vargas Talavera |
| 2023  | Neuris Delgado Ramirez    | Gabriela Vargas Talavera |
| 2024  | Juan Sebastian Melian     | Helen Montiel Caceres    |